# Schoenobryum blumenauianum
Schoenobryum blumenauianum là một loài Rêu trong họ Cryphaeaceae. Loài này được (Hampe) Manuel miêu tả khoa học đầu tiên năm 1977.